# Suzanne Shulman
Suzanne Shulman (* 30. November 1940 in Toronto) ist eine kanadische Flötistin und Musikpädagogin.

## Leben
Shulman studierte bei Nicholas Fiore und Robert Aitken an der University of Toronto und in Paris bei Christian Lardé, Michel Debost, Marcel Moyse und Jean-Pierre Rampal. Für die Jeunesses Musicales of Canada tourte sie 1968 und 1969 durch Kanada, 1970 durch Frankreich und die USA, 1971 durch Belgien, Deutschland und Polen, 1972 durch Südamerika und 1973 erneut durch Frankreich. Als Solistin trat sie mit dem National Youth Orchestra of Canada (1971), dem McGill Chamber Orchestra (1974), dem Hamilton Philharmonic Orchestra, dem BBC Welsh Orchestra, dem BBC Scottish Symphony Orchestra und weiteren Orchestern in Kanada, Polen und Spanien auf. Mit dem McGill Chamber Orchestra spielte sie 1982 die Uraufführung von Alexander Brotts Hymn II Her.
Als Kammermusikerin war sie ab 1972 Mitglied des Ensembles Camerata (mit den Pianisten Elyakim Taussig und Kathryn Root, dem Klarinettisten James Campbell, dem Cellisten Coenraad Bloemendal, der Geigerin Adele Armin und dem Bratschisten Paul Armin) und ab 1990 des daraus hervorgegangenen Trio Lyra (mit dem Bratschisten Mark Childs und der Harfenistin Erica Goodman). Mit der Pianistin Jane Coop und der Sängerin Belva Spiel bildete sie das Pro Arte Trio, mit dem sie 1978 die LP Folk Songs in Concert Form aufnahm. Außerdem war sie Mitglied des Ensembles ChamberWORKS. Mit diesen Formationen gab sie Uraufführungen von zeitgenössischen kanadischen Komponisten wie Harry Freedman, Srul Irving Glick, Andrew MacDonald, Milton Barnes, Marjan Mozetich, Glenn Buhr, Jacques Hétu, Christos Hatzis, David Occhipinti und Eric Robertson.
1971 gab Shulman zwei Recitals in der Londoner Wigmore Hall mit dem Pianisten Claude Savard und mit der Harfenistin Catherine Michel. Mit Savard nahm sie 1975 Kompositionen von Bohuslav Martinů und León Zuckert auf. Weiter Kammermusikpartner waren der Cembalist Douglas Bodle, die Harfenistin Marisa Robles, die Geiger Marta Hidy und Steven Staryk und die Pianisten Angela Hewitt und Valerie Tryon. Aufnahmen mit Glenn Gould erschienen beim Label Sony Classical.
Als Lehrerin wirkte Shulman ab 1980 an der McMaster University und ab 1984 an der University of Toronto und am Konservatorium von Toronto. Daneben gab sie Meisterklassen und unterrichtete Schüler privat.

## Lexikalischer Eintrag
- William Schabas: Suzanne Shulman. In:  Encyclopedia of Music in Canada. herausgegeben von The Canadian Encyclopedia (englisch, französisch).